# The Street Called Straight
The Street Called Straight és una pel·lícula muda de la Goldwyn Pictures dirigida per Wallace Worsley i protagonitzada per Charles Clary i Naomi Childers. Basada en una història de Basil King, es va estrenar el febrer del 1920.

## Argument
En un esforç per mantenir la posició financera de la seva distingida família, Henry Guion fa un desfalc de 400.000 dòlars, i ara està a la vora de la ruïna. Quan l'enginyer Peter Devenant, un antic pretendent de la seva filla Olivia torna a l'est després de fer fortuna i s'assabenta dels problemes de la família, s'ofereix a pagar els fons. Olivia, que està compromesa amb un noble, el coronel Ashley, s'oposa a que ho faci, però finalment s'ho replanteja per salvar la reputació del pare. Disgustat que la seva promesa hagi acceptat tenir un deute amb un ex-pretendent, Ashley trenca el compromís. En saber de les dificultats de la seva neboda, la rica tia d'Olivia, Mme. De Melcourt, intercedeix i retorna els diners de Peter. Això fa que la seva neboda s'adoni que qui realment s'estima és el jove enginyer.

## Repartiment
- Charles Clary (Henry Guion)
- Naomi Childers (Olivia Guion)
- Lawson Butt (Coronel Rupert Ashley)
- Alec B. Francis (Rodney Temple)
- Irene Rich (Drusilla Fane)
- Jane Sterling (Mrs. Temple)
- Milton Sills (Peter Devenant)
- Lydia Yeamans Titus (Mme. Victoria De Melcourt)